# Бенитес Фернандес, Антонио
Антонио Бенитес Фернандес (исп. Antonio Benítez Fernández; 2 июня 1951, Херес-де-ла-Фронтера — 19 февраля 2014, Херес-де-ла-Фронтера) — испанский футболист, защитник, выступавший за испанские клубы «Херес» и «Бетис». Также провёл 3 матча за сборную Испании по футболу.

## Клубная карьера
Бенитес начал свою карьеру футболиста в местном клубе «Херес», выступавшем в третьем дивизионе. В 1970 году он перешёл в другую андалусийскую команду «Реал Бетис», в первый же сезон сумев с ней выиграть Сегунду, тем самым добившись выхода в Ла Лигу.
Первый матч Бенитеса в главной испанской футбольной лиге состоялся 3 октября 1971 года в гостевом проигрышном матче (0:2) против «Валенсии». Дебютный сезон в Ла Лиге Бенитес закончил с 28 играми и 1 голом за зелёно-белых, которые финишировали на 13-м месте, однако по итогам следующего чемпионата «Бетис» вынужден был покинуть элитный дивизион. Откуда он смог вернуться в Ла Лигу с первой же попытки, в сезоне 1973/74.
Наивысшим достижением в клубной карьере Бенитеса стала победа его команды «Бетис» в Кубке Испании 1976/77. В начале своей карьеры он выступал на позиции левого вингера, перебравшись впоследствии на позицию левого защитника.
Бенитес закончил свою профессиональную карьеру футболиста в 1984 году, в возрасте 33 лет, проведя более 300 официальных матчей за «Бетис».

## Международная карьера
Бенитес провёл 3 матча за сборную Испании с 1974 по 1977 год под руководством главного тренера Ладислава Кубалы. Дебют Бенитеса в составе сборной состоялся 12 октября 1974 года в товарищеском ничейном матче (1:1) против сборной Аргентины в Буэнос-Айресе.

## Достижения

### Клубные
- Бетис
  - Кубок Испании: 1976/77 (победитель)
  - Сегунда: 1970/71 (победитель)